# Folc II de Cardona
Folc II de Cardona (Cardona, c.1040 — ~1099) fou bisbe de Barcelona, bisbe electe d'Urgell (1092 - 1095) i vescomte de Cardona. Del llinatge dels Cardona era levita a la Catedral de Barcelona en el moment de ser elegit bisbe d'aquesta seu. Consta oficiant aquest càrrec en la consagració de l'església de Sant Martí de Sorbet 26 o 27 d'abril del 1095. El 1097 se celebrà un concili al que assistiren el bisbe Folc, l'arquebisbe de Toledo i legat apostòlic, l'Arquebisbe de Tarragona, i els bisbes de Roda i de Girona. En aquest concili es resolgueren algunes disputes sobre la possessió de béns eclesiàstics; entre ells la possessió de l'església de Llinars, arrabassada pel bisbe de Girona Bernat Umbert sobre la qual al·legava que li pertanyia per herència. El concili resolgué a favor del capítol de Barcelona interposant excomunió sobre els que s'oposessin a la resolució. L'octubre del 1098 estant a Cardona, Folc feu donació al monestir de Santa Fe de Concas de l'església de Santa Maria de Tagamanent que era possessió seva per herència paterna, amb el desig que s'hi constituís un cenobi. El 15 de març del 1099 assistí Folc a la consagració de l'església de Guissona on concorregué amb Odó bisbe d'Urgell a la qual pertanyia la parròquia, Ponç bisbe de Roda, els Comtes d'Urgell i el de Pallars.

### Bisbe electe d'Urgell i noble revoltat (1092-1096)
Seguint la llarga tradició familiar que havia situat els secundogènits de la seva família al capdavant d'un bisbat, Folc aspirava, evidentment, a ocupar la càtedra d'Urgell, sobre la qual s'havien assegut dos dels seus avantpassats més recordats.
Els documents conservats, efectivament, no ens informen de cap contacte per part de Folc amb els Claramunt entre el 1090 i el 1096. Pel que fa al capítol d'Urgell, el pacte cerdà creava una important força intimidadora davant la perspectiva de mort del fins llavors bisbe Bernat Guillem, que es pressentia pròxima. Per al comte Berenguer Ramon II, aquest acord posava en perill l'estabilitat política dels seus dominis, puix que revifava el foc de la revolta nobiliària i col·locava, al cor dels dominis de Barcelona i dels seus tradicionals aliats, els comtes d'Urgell, una important fortalesa en mans del comte de Cerdanya. Els pactes amb el comte de Cerdanya es van succeir també l'any següent. Tanmateix, el 1092, la mort sorprendria el bisbe d'Urgell Bernat Guillem. El fet va fer que explotessin les diferències existents entre els membres del capítol, que es van veure abocats a una situació quasi cismàtica85. Els electors contraris a Folc es van elevar presumiblement com una majoria que va fer inútils els esforços diplomàtics de l'aspirant Folc, que va veure impotent com triomfava la candidatura de Guillem Arnau de Montferrer, un altre bisbe simoníac, tot i que sorgit de la petita noblesa i, per tant, més acceptable a ulls de Roma. La situació donà un gir inesperat amb l'arribada al poder, a Barcelona, del comte Ramon Berenguer III. El nebot del fratricida, en un gest d'habilitat política anul·là els pactes del seu antecessor en relació al papat i apostà per la tradició interventora als bisbats quan renovà personalment les seus episcopals dels seus dominis. Per acontentar a Folc, un cop mort el bisbe Bertran de Barcelona, Ramon Berenguer III el situà finalment com a bisbe de la ciutat. Amb aquest gest l'allunya de Cardona i de les seves temptacions de sobirania autònoma i aconsegueix, a més, acabar amb el monopoli que els Montcada mantenien al capítol de la catedral barcelonesa. Pel vescomte Folc, la consecució de les seves aspiracions episcopals, encara que sigui a la llunyana Barcelona, implicava accedir per fí al rol que la tradició l'assignava des de mitjans segle x, quan Guisad va ser escollit bisbe d'Urgell. Era el final de la crisi.
Efectivament, els problemes de Folc amb els Claramunt apareixen ara resolts de manera espontània. El 3 de juny del 1096, Folc “episcopus Barchinonensis” i Deodonat Bernat de Claramunt apareixen junts realitzant una permuta amb la canònica de Sant Vicenç. En perfecta harmonia se’ls veu de nou a l'acta de la sentència dictada pel jutge de Barcelona Miró Guillem que dirimeix un plet entre Sant Vicenç i Guillem Bernat de Vallmanyà. Finalment, en una donació realitzada al monestir de les Conxes, Folc reconeix el fill de Deodonat com a vescomte de Cardona.

## Mort
En el moment de la mort del vescomte Folc I el seu germà, Eribau era bisbe de la Seu d'Urgell. Pel testament que aquest personatge redactà el 1040, abans d'emprendre una peregrinació a Terra Santa de la que ja no tornaria mai més, coneixem quines eren les diferents tuteles que s'havien disposat pels seus dos nebots.